# 고다역 (아이치현)
고다역(일본어: 幸田駅 코우다에키[*])은 일본 아이치현 누카타군 고타정에 있는 도카이 여객철도 도카이도 본선의 역이다.

## 개요
고타정의 중심부에 위치한 역으로, 보통열차 · 구간쾌속 외에, 일부 쾌속 · 신쾌속이 정차한다. 유치선에 화물열차가 정차하는 것도 있다.
역 명의 읽기는 '고다(일본어: こうだ)'이지만, 지명의 읽기는 '고타(일본어: {{{2}}})'이다. 이것은 지명의 읽기도 '고다(일본어: こうだ)'였던 때의 자취이다(고타 정은 1954년에 구·도요사카 촌과 합병했던 때의 읽기를 '고타(일본어: こうた)'로 고쳤다).
더욱이, 고타 역부터 북쪽(나고야 방면) 3.1 km 앞에 아이미 역의 건설이 2011년도의 개업을 목적으로 진행되고 있다.

## 역 구조 및 승강장
섬식 승강장 1면 2선을 가지는 지상역. 하행선 쪽에 2개, 상행선 쪽에 1개의 유치선이 있다.
도카이 교통 사업이 업무를 위탁하는 업무위탁역으로, 오카자키역이 이 역을 관리하고 있다.
역사는 구내 동쪽에 있어, 승강장과는 과선교로 연락하고 있다. 역사 내에 발권 창구나 승차권 자동 발매기, 자동 개찰기(TOICA 대응)가 설치되어 있다. 개찰 외는 맞이방이 있고, 도카이 키오스크가 설치되어 있다. 승강장에도 맞이방이 설치되어 있다. 2008년 3월, 과선교에 엘리베이터 2기의 설치가 완료했다.
역사 북쪽보다 선로 서쪽으로 나오면 지하통로(자유통로 방식)가 있다. 다만, 보행자와 자전거 전용으로 자동차 등의 차량은 통행할 수 없다.
| 1 | ■ 도카이도 본선 | 상행 | 도요하시 · 하마마쓰 방면 |
| 2 | ■ 도카이도 본선 | 하행 | 오카자키 · 나고야 방면   |

## 역사

### 연표
- 1906년 4월 : 일본국유철도 도카이도 선(1909년에 도카이도 본선으로 개칭)의 가마고리 - 오카자키 간에 아시노야 신호장으로서 설치.
- 1908년 9월 11일 : 역으로 승격. 고다역이 개업. 일반역.
- 1971년 10월 4일 : 화물의 취급을 폐지.
- 1984년 2월 1일 : 하물의 취급을 폐지.
- 1987년 4월 1일 : 일본국유철도 분할 민영화에 의해 도카이 여객철도의 역이 된다.
- 1996년 10월 5일 : 자동 개찰기 설치.
- 1999년 12월 4일 : 운행 시간표 개정으로 쾌속 · 신쾌속 정차역이 된다(기본적으로 미카와미야역과의 교호 정차).
- 2008년 3월 : 엘리베이터 설치 완료.
- 2009년 8월 : TOICA 대응 터치 패널 식의 승차권 자동 발매기 가동 개시.

## 역 주변
역사가 자리잡고 있는 동쪽은, 고다 정의 중심 시가지이며, 역 앞부터 남쪽에 걸쳐 상점가가 퍼지고 있다. 최근 몇 년에는 슈퍼의 폐쇄나 건물의 노후화가 진행해 구심력이 저하되고 있어, 정은 토지정리사업을 계획하고 있다.
한편으로, 역 서쪽에는 주차장이 있지만, 전원 풍경이 퍼지고 있다.
- 도요카와 신용금고 고타 지점
- 고타 정청
- 니시오 신용금고 고타 지점

## 인접 역
| 도카이 여객철도 도카이도 본선   | 도카이 여객철도 도카이도 본선 | 도카이 여객철도 도카이도 본선 |
| ------------------------------- | ----------------------------- | ----------------------------- |
| 가마고리 하마마쓰·시즈오카 방면 | ■ 신쾌속 ■ 쾌속               | 오카자키 도요하시·나고야 방면 |
| 산가네 하마마쓰·시즈오카 방면   | ■ 구간쾌속 ■ 보통             | 아이미 도요하시·나고야 방면   |